# 瑪利亞娜

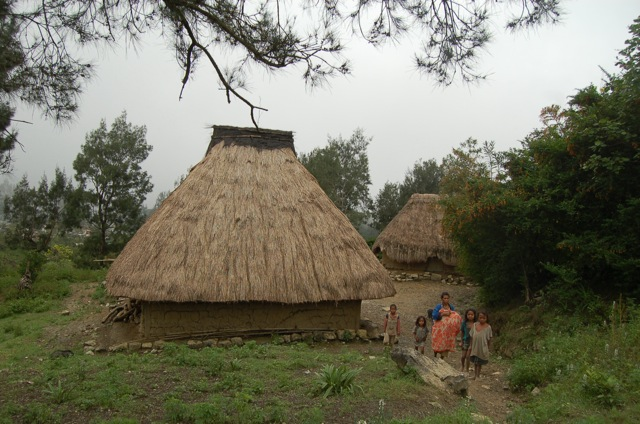
瑪利亞娜的村莊

瑪利亞娜（Maliana）是東帝汶的城市，是博博納羅區的首府，位於首都帝力西南149公里，距離與印尼接壤的邊界只有數公里，人口22,000。
瑪利亞娜居民以務農為生，主要種植稻米和玉米。在印尼統治期間有良好的自來水供應和灌溉系統，大部分設施在東帝汶獨立後損壞而棄用。
8°59′S 125°13′E / 8.983°S 125.217°E